# がか座ベータ星
がか座β星（がかざベータせい、β Pic / β Pictoris）はがか座で2番目に明るい恒星である。地球からの距離は約63.4光年で、太陽の約1.75倍の質量と8.7倍の光度を持つ。がか座β星は誕生してから、まだ800万から2000万年しか経過していないが、すでに主系列星の段階にある。この恒星はがか座β星運動星団に属する代表星で、この運動星団に属している恒星は、がか座β星と同じく若い恒星である。
がか座β星は赤外超過と呼ばれる、他の恒星に比べて赤外線を多く放射する現象が観測されている。これは、周辺に大きな原始惑星系円盤などの塵円盤や星間塵（一酸化炭素を含む）がある事を示す。初めて恒星の周りを塵やガスから出来た大きな塵円盤が観測されると、まず宇宙望遠鏡などを使用して画像を撮影する事が多い。がか座β星にはそれに加えて、いくつかの微惑星が集合した領域や、彗星活動などが確認されている。通常、このような塵円盤は、惑星が形成される過程にあるとされるが、ダストからなる円盤を持つことが初めて発見された恒星として知られている。がか座β星の円盤の大半は太陽系でいう流星サイズの星間塵から形成されていると思われている。
2008年11月、ヨーロッパ南天天文台(ESO)は、恒星の周辺にある塵円盤を超大型望遠鏡VLTを使用して直接観測を行った結果、以前の理論で惑星が存在出来るであろう領域に惑星がか座β星bを発見した。この惑星は、2016年時点で、直接撮影で発見された太陽系外惑星では最も恒星に近い軌道を公転している。その距離は太陽系に置き換えると太陽から土星までの距離に相当する。

## 位置と可視性
がか座β星は、南半球で観測出来る、イーゼルをモチーフにしたがか座にあり、1等級のカノープスの西側にある。アルゴ座が分割される前までは、伝統的に大まかな、船の位置を表す指標として用いられた。視等級は3.86等で、肉眼で十分に観測出来るが、光害などが影響すると、観測は困難になる。がか座の中ではがか座α星の3.30等に次いで2番目に明るい。
がか座β星や他の多数の恒星を観測したヒッパルコス衛星による三角測量の観測では、がか座β星の年周視差は51.87ミリ秒と測定された。しかし、後により詳細に観測した結果、年周視差は51.44ミリ秒に改定された。がか座β星までの距離は約63.4光年で±0.1光年の不確実性（誤差）がある。
ヒッパルコス衛星の観測によると、がか座β星は赤経方向では年間4.65ミリ秒の速度で東に、赤緯方向では年間83.10ミリ秒で北に移動している。ドップラーシフトの観測では、がか座β星は秒速約20km/sで地球から遠ざかっている。先述の通り、がか座β星の他にも同じような固有運動をする恒星がいくつか見つかっている。これらの恒星は、同じ星団で誕生したと考えられている。

## 物理的特徴

### スペクトル、光度の変動

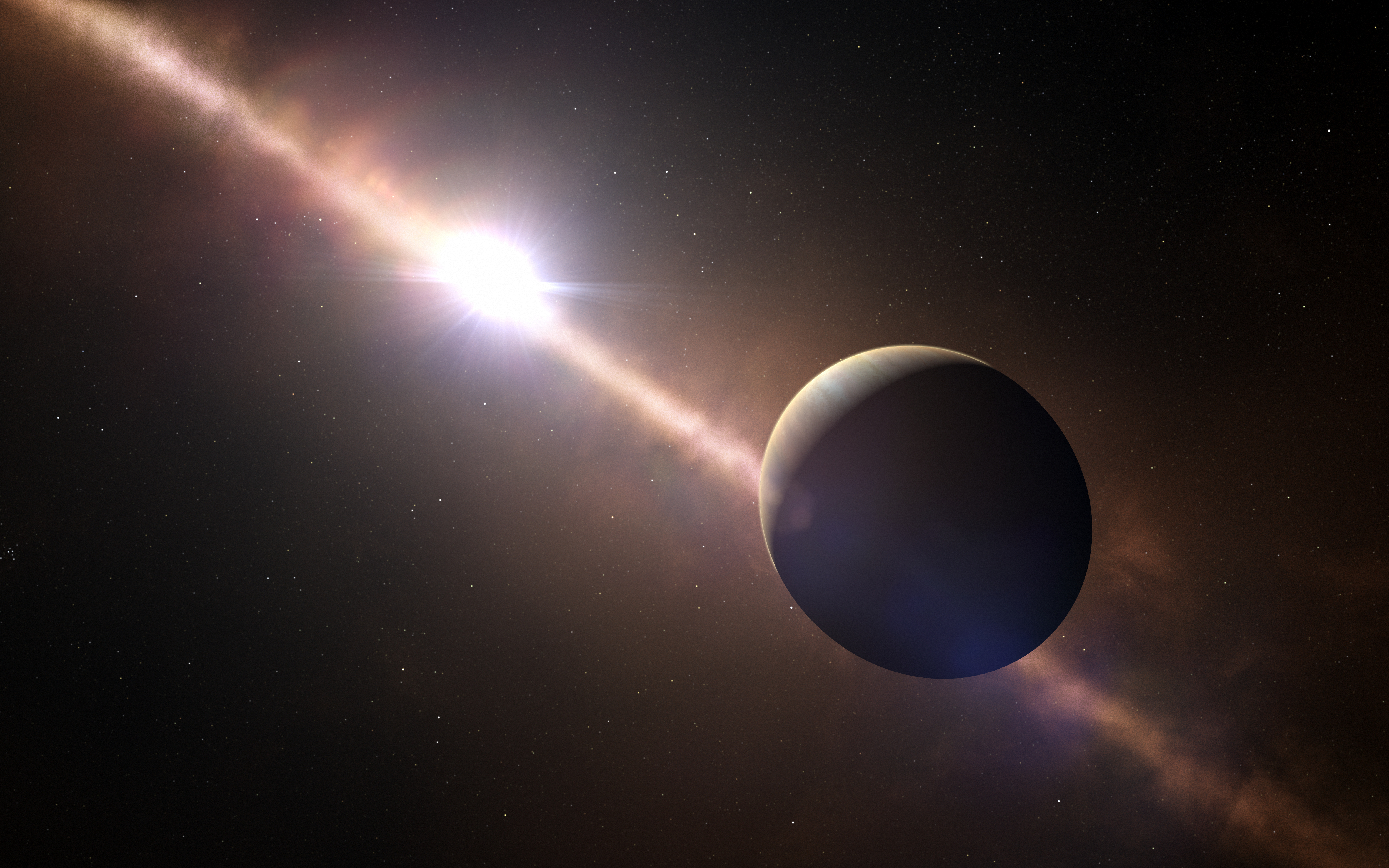
がか座β星bの想像図。

Nearby Stars Projectの一環の観測で、がか座β星のスペクトル型はA6Vとされている。表面温度は8,052K（7,779℃、14,034℉）で、これは太陽の表面温度である5,778K（5,505℃、9941℉）
よりもはるかに高温である。スペクトルの分析から、この恒星には、重元素と呼ばれる物質が、通常よりわずかに高い比率で含まれている事が分かった。天文学における金属量は[M/H]などと示す常用対数として表されて、がか座β星の場合は[M/H]=0.05である。これは太陽よりも12%高い事になる。
スペクトルの分析から、表面のCGS単位系(log g)における重力加速度を求める事が出来ている。その値はlog g=4.15で重力加速度は140m/s2で、これは太陽の274m/s2のほぼ半分である。
A型主系列星なので、太陽よりも明るい。19.44パーセクの距離で視等級が3.86で、年周視差が判明しているため、絶対等級が計算出来る。その絶対等級は2.42となる。ちなみに、太陽の絶対等級は4.83である。計算すると、太陽の9.2倍明るい事になる。これは視覚的な光度の影響も受けており、がか座β星のスペクトルや太陽からの放射線の影響を除けば、恒星本体の明るさは太陽の8.7倍になる。
ヘルツシュプルング・ラッセル図上におけるA型主系列星の大半は、不安定帯と呼ばれる領域にある。不安定帯にある恒星は変光星として脈動する事が多い。2003年にがか座β星を測光した結果、30分から40分の間に視等級が1-2ミリ等級ほど変動している事が明らかとなった。がか座β星の場合、脈動により、2つの異なる周期で周波数が変動する。1つは30.4日周期、他方は36.9秒周期で変動する。結果、がか座β星はたて座δ型変光星に分類された。

### 質量、半径、自転
がか座β星の質量は、恒星の形成論を基に計算された。それによると質量は太陽の1.7倍から1.8倍の間になる。地球からの距離が63.4光年と、比較的近くにあるため、大型望遠鏡の観測で角直径が分かる。その角直径は0.84ミリ秒角で、これを計算すると、大きさは太陽の1.8倍になる。
がか座β星の自転速度は最低時速130kmであると測定されている。この値は視線速度より算出されたものなので、自転速度は下限値しか求められない。仮に、この速度で自転しているとすると自転周期はわずか16時間しかない。ちなみに太陽の自転周期は609.12時間である。

### 年齢、形成

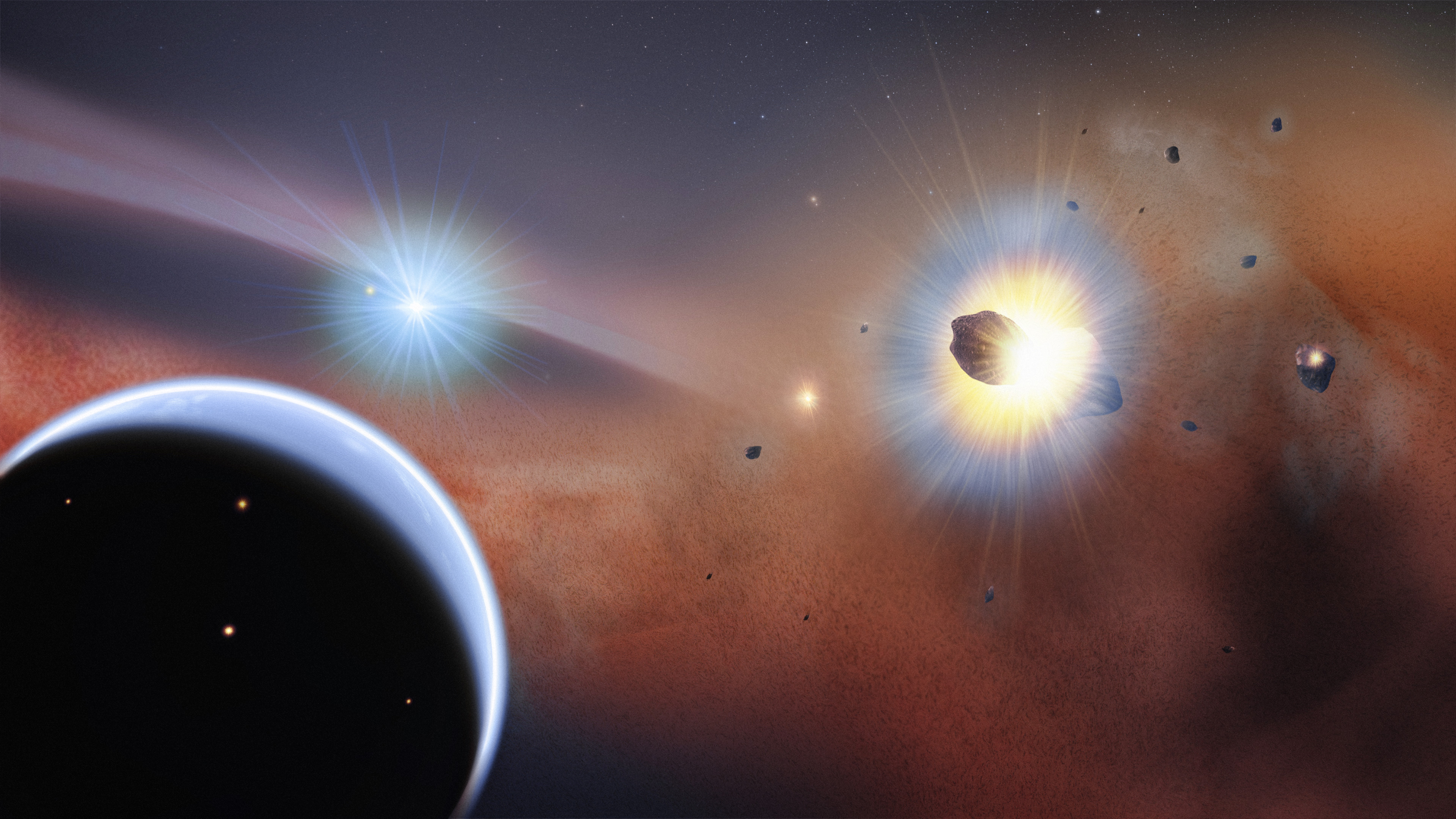
がか座β星bの想像図。

恒星の周りにある膨大な量の塵円盤は、がか座β星が非常に若い恒星という事を表している。かつて、このがか座β星を主系列星と前主系列星のどちらに分類するかで議論が起きていた。しかし、ヒッパルコス衛星を使って距離を測定した結果、当時の予想よりもがか座β星は地球に近い事が分かった。それにより恒星が予想よりも明るい事になり、ある程度、成熟した恒星だと判断され、がか座β星は主系列星に分類された。がか座β星と周囲の塵円盤の観測から、年齢は約1200万年とされており、誤差も入れれば800万年から2000万年となる。
がか座β星は、基本的にがか座β星運動星団に属するとされているが、比較的近くにあるさそり-ケンタウルス座運動星団の近隣で誕生した可能性がある。その星団内で超新星爆発が発生し、その衝撃波で、がか座β星は星団を追い出されたのではと考えられている。実際に、がか座β星の近くにはHIP 46950と呼ばれる高速度星があり、この恒星はがか座β星と共に星団を追い出された可能性があるとされている。
がか座β星はNASAの紫外線宇宙望遠鏡 FUSE を用いた観測によって、この円盤には驚くほど多量の炭素ガスが含まれていることが発見されている。現在、この観測結果の解釈として、1) がか座β星は我々の地球のような酸素が豊富な環境ではなく、炭素が豊富な風変わりな環境が形成される途上にある、2) 我々の太陽系の形成途中にもこのような炭素の多い未知の時期が存在し、がか座β星は現在その時期にある、といった説が考えられている。

## がか座β星系

### 塵円盤
1983年に、探査機IRASによって、がか座β星の周辺で、塵円盤による過剰な赤外線が観測された。これにより、ベガ、フォーマルハウト、エリダヌス座ε星と共に、初めて周囲に塵円盤が発見された4つの恒星の1つになった。

### 惑星系

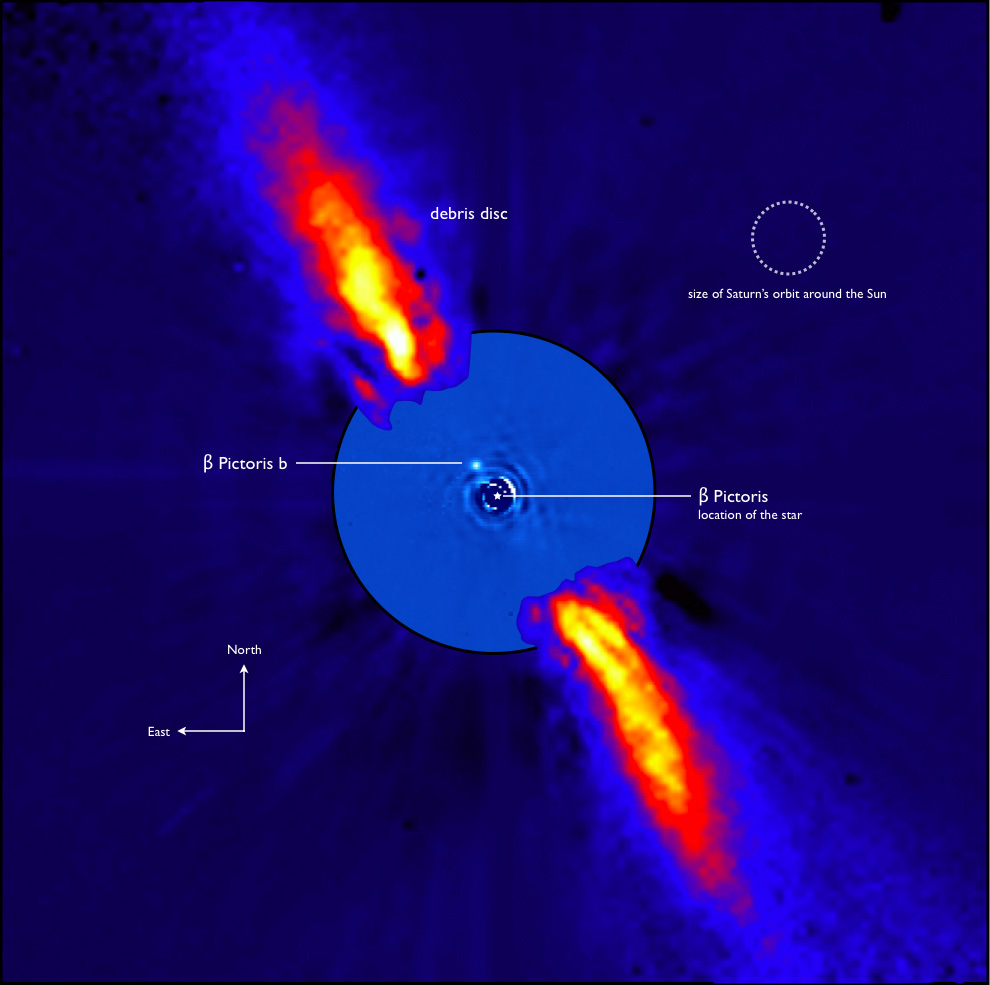
がか座β星の画像。恒星のすぐ近くにある青い点ががか座β星b

がか座β星系の円盤は中心星から半径約500天文単位まで広がっており、内側ではやや反った形をしている。このことは、褐色矮星や巨大ガス惑星などの大質量の天体が中心星の周りを公転していて、その作用が円盤の歪みの原因となっていることを示唆していた。そして2008年11月、ヨーロッパ南天天文台のフランスの研究チームは、VLTによる赤外線波長での直接観測で惑星がか座ベータ星bを発見した。この惑星は質量が木星の7倍で、9天文単位の距離を約22年かけて公転しているとみられている。
2019年にはさらに、惑星がか座ベータ星cが発見された。cはbよりも内側を公転しており、質量は木星の約9倍とされている。
| 名称 （恒星に近い順） | 質量            | 軌道長半径 （天文単位） | 公転周期 (日) | 軌道離心率     | 軌道傾斜角  | 半径         |
| --------------------- | --------------- | ----------------------- | ------------- | -------------- | ----------- | ------------ |
| c                     | 9.37±1.0 MJ     | 2.72±0.02               | 1238.0±10.0   | 0.248±0.1      | 97.86±12.5° | —            |
| b                     | 7.0+4.0 −3.0 MJ | 9.2+0.4 −1.5            | 7890±1000     | 0.26+0.0 −0.26 | 89.01±0.36° | 1.65±0.06 RJ |

### 系外彗星
2014年10月、ヨーロッパ南天天文台のフランス人チームは、2003年から2011年にかけてのラ・シヤ天文台の口径3.6m望遠鏡の観測機器HARPS (High Accuracy Radial velocity Planet Searcher) による1000回を超える観測結果から、493個の系外彗星の軌道を分析した結果を発表した。彼らの分析によると、これらの系外彗星は2つの族に分類される。1つはガスと塵の発生が少ない古い族で、もう一方は最近破壊されたと思われるほぼ同じ軌道を通る族であるとされた。